# Shizukanaru ketto
Shizukanaru ketto (em japonês:  静かなる決闘; Brasil: Duelo Silencioso) é um filme dramático japonês de 1949, dirigido por Akira Kurosawa com roteiro do próprio Kurosawa e de Senkichi Taniguchi baseado em peça teatral de Kazuo Kikuta. 

## Sinopse
Toshirō Mifune, em seu segundo dos diversos filmes nos quais trabalhou com Kurosawa, interpreta Doutor Kyoji, um jovem doutor idealista e ainda virgem, que trabalha na clínica de seu pai, interpretado por Takashi Shimura. Durante a guerra, ele adquire sífilis do sangue de um paciente quando acidentalmente se corta durante uma operação.
Tratando-se em segredo e atormentado por sua consciência e celibato, ele renega sua noiva, que fica desconsolada e sem explicação. As circunstâncias do que se passa com o Doutor Kyoji são descobertas pela enfermeira noviça interpretada por Noriko Sengoku, que sugere que o doutor saia à procura do homem que o infectou. Após reencontrá-lo, o Doutor Kyoji o força a assumir as responsabilidades pela sua doença e pela esposa do sujeito, que está esperando um filho.